# لیندا دالمان
لیندا دالمان (زادهٔ ۲ سپتامبر ۱۹۹۴ در دینزلاکن) یک بازیکن زن فوتبال اهل کشور آلمان است. وی از فصل ۱۲–۲۰۱۱ طی قرار دادی با تیم اس جی اس اسن و در لیگ برتر آلمان بازی می‌کند.

## باشگاهی
لیندا دالمان کار خود را از تیم اس تی وی هانکس آغاز کرد. پس از آن به تیم پی اس وی وزل لاکهاوزن پیوست. پس از آن از سال ۲۰۰۹ تا ۲۰۱۰ در تیم اف سی آر ۲۰۰۱ دویسبورگ بازی می‌کرد. بعد از آن در سال ۲۰۱۰ به تیم فوتبال بایر ۰۴ لورکوزن رفت و تا سال ۲۰۱۱ که به تیم اس جی اس اسن پیوست؛ در این تیم باقی ماند.